# Епископ бачки Висарион
Висарион Павловић (Сентандреја, око 1670 — Сремски Карловци, 18. октобар 1756) био је епископ бачки 1731-1756.

## Биографија
Рођен је 1670. године или нешто после, није познато његово световно име пре монашења. У диптиху бачке епархије са почетка XIX века пише да је „родом из Сентандреје", али могуће да је то речено зато што је Висарион после Велике сеобе имао ближих веза са тим местом.
Замонашио се у Крушедолу 1705. године и добио име Висарион, ту је провео више година. Претпоставља се да је био ради образовања у Русији. После тога је живео у манастиру Хиландару на Светој гори, ту је до 1720. године био даскал (учитељ). У току 1720. године отишао је са још једним монахом у Пећку патријаршију код патријарха Мојсија Рајовића (1712—1726), да се пожале на тешкоће које су их у Хиландару сналазиле. Патријарх га је задржао код себе као даскала.
Приликом посете Сарајеву био је добро дочекан и у знак захвалности написао Сарајлијама једну песму, коју им је касније послао. Ову песму они су преписали у једном црквеном тефтеру и тако је остала сачувана до данас у старој сарајевској цркви (према подацима од пре Другог светског рата). Колико је познато, даскал Висарион је био претпоследњи од песника који су писали на српскословенском. После њега 1735. године писао је на српскословенском стихове архиђакон Јован, служитељ патријарха Арсенија IV.
У изворима из 1723. Висарион се наводи као патријаршијски синђел. Око 1730. године постао је архимандрит манастира Крушедола, а већ 1731. 17/28. маја постао је бачки епископ, наследивши на том месту Софронија Томашевића. На том положају био је до своје смрти 18. октобра 1756.
8. септембра 1731. отворио је у Новом Саду „Латинско-словенску школу“, која је имала ранг ниже реалне гимназије. Уз њега су били Руси учитељи Максим Суворов и Михаил Козачински. Школа "Колегиум Висариона Павловића Варадиензе" је знатно допринела формирању првих нараштаја српске грађанске интелигенције у Војводини, радила је до 1789. године. У њој је једно време предавао и Јован Рајић (1763 — 1767). Књиге су углавном добављане из Русије због сличности језика. Саградио је 1741. године Владичански двор у Новом Саду.
Био је енергичан и преке нарави; дугогодишњи је огорчен противник српском митрополиту Вићентију Јовановићу. Ускоро по доласку на епископски положај Висарион је почео да се понаша не само као црквени поглавар у Бачкој, већ и као световни и војни. Владика је ухапшен по вољи супарника Вићентија, 24. октобра 1735. године, а из заточеништва су га избавили током ноћи, на препад, 14/15. децембра исте године Срби официри из Петроварадина. Мађарско намесничко веће у Братислави је тражило да се Висарион смени и да се чак окује и оптужи за велеиздају, али у Бечу у томе није успело.
На месту бачког епископа наследио га је августа 1757. године Мојсије Путник.